# Christoph Bieler
Christoph Bieler (ur. 28 października 1977 w Hall in Tirol) – austriacki narciarz, specjalista kombinacji norweskiej, trzykrotny medalista olimpijski, dwukrotny medalista mistrzostw świata, brązowy medalista mistrzostw świata juniorów, zdobywca Pucharu Kontynentalnego oraz dwukrotny zwycięzca Letniego Grand Prix.

## Kariera
Po raz pierwszy na arenie międzynarodowej Christoph Bieler pojawił się w sezonie 1994/1995 Pucharu Świata B. Po początkowo słabych startach już w sezonie 1995/1996 znalazł się na trzeciej pozycji w klasyfikacji generalnej, a w edycji 1998/1999 zwyciężył. W 1997 roku osiągnął swój jedyny sukces w kategorii juniorów wspólnie z kolegami zdobywając brązowy medal w konkursie drużynowym podczas mistrzostw świata juniorów w Canmore. Rok później startował na igrzyskach olimpijskich w Nagano, gdzie indywidualnie zajął 19. miejsce, a wraz z kolegami z reprezentacji był czwarty w konkursie drużynowym. Walkę o brązowy medal Austriacy przegrali z reprezentantami Francji o 11.2 sekundy.
W Pucharze Świata zadebiutował 14 stycznia 1997 roku we włoskim Val di Fiemme, gdzie był czwarty w zawodach metodą Gundersena. W sezonie 1996/1997 pojawił się jeszcze dwukrotnie, w obu przypadkach zdobywając punkty i w klasyfikacji generalnej zajął 24. pozycję. Na mistrzostwach świata w Lahti w 2001 roku wystartował tylko w Gundersenie, kończąc rywalizację na 26. miejscu. W sezonie 2001/2002 dziewięciokrotnie plasował się w pierwszej dziesiątce zawodów, jednak na podium nie stanął. W klasyfikacji generalnej zajął wysokie dziewiąte miejsce. Na igrzyskach olimpijskich w Salt Lake City w 2002 roku odniósł swój pierwszy sukces w kategorii seniorów. Wspólnie z Michaelem Gruberem, Mario Stecherem i Felixem Gottwaldem wywalczył brązowy medal w konkursie drużynowym. Po skokach Austriacy zajmowali drugie miejsce i do biegu przystąpili ze stratą 44 sekund do prowadzących Finów. Nie zdołali odrobić tej straty, co więcej w połowie dystansu zostali wyprzedzeni przez Niemców, którzy ostatecznie zdobyli srebro. Na mecie Austriacy stracili 11 sekund do Finów oraz 3.5 sekundy do Niemców. Indywidualnie Christoph plasował się w połowie drugiej dziesiątki. Gundersena ukończył na piętnastej pozycji, a w sprincie uplasował się jedno miejsce niżej.
Kolejny sukces odniósł na mistrzostwach świata w Val di Fiemme w 2003 roku, wraz z Felixem Gottwaldem, Wilhelmem Deniflem i Michaelem Gruberem zdobywając złoty medal w drużynie. Reprezentanci Austrii na prowadzeniu znaleźli się już po skokach, na trasę biegu wyruszając z przewagą 13 sekund nad zajmującymi drugie miejsce Niemcami. Tylko na zmianie Bielera na chwilę stracili prowadzenie, jednak ostatecznie na mecie byli pierwsi, o 12.6 sekundy przed Niemcami. W startach indywidualnych Christoph był trzeci po konkursie skoków do Gundersena. Na trasie biegu nie zdołał obronić tej pozycji i zawody zakończył na szóstym miejscu. W sprincie spadł z ósmego miejsca po skokach na trzynaste miejsce na mecie biegu. W rywalizacji pucharowej spisał się słabiej niż przed rokiem, w klasyfikacji generalnej sezonu 2002/2003 zajmując 13. miejsce.
Przełom w karierze Bielera nastąpił w sezonie 2003/2004. To właśnie wtedy, 25 stycznia 2004 roku w japońskim Sapporo po raz pierwszy stanął na podium zawodów pucharowych, zajmując trzecie miejsce w starcie masowym. Na podium stanął także dwa dni później, kiedy zajął trzecie miejsce w sprincie. W klasyfikacji generalnej zajął ponownie dziewiąte miejsce. Dobrą formę prezentował także w lecie 2004 roku, zajmując drugie miejsce w klasyfikacji końcowej siódmej edycji Letniego Grand Prix w kombinacji norweskiej. W pięciu konkursach indywidualnych dwukrotnie stawał na podium, w tym 29 sierpnia w Steinbach zwyciężył w sprincie. Na dziewiątej pozycji ukończył także sezon 2004/2005, choć tym razem ani razu nie stanął na podium. Najlepszy wynik osiągnął 4 grudnia 2004 roku w Trondheim, kiedy był czwarty w Gundersenie. Kolejny drużynowy medal wywalczył razem z Gruberem, Kreinerem i Gottwaldem podczas mistrzostw świata w Oberstdorfie w 2005 roku. Po skokach byli na drugim miejscu, o 19 sekund za Norwegami i 17 sekund przed Amerykanami. Nie dogonili reprezentantów Norwegii, a dodatkowo szybko dogonili ich Niemcy. Na mecie do Norwegów, którzy sięgnęli po złoto Austriacy stracili 7.4 sekundy, a walkę o srebrny medal przegrali z Niemcami na ostatnich metrach o zaledwie 0.3 sekundy. W Gundersenie był trzeci w skokach, jednak ponownie nie utrzymał tego miejsca na trasie biegu, ostatecznie zajmując jedenaste miejsce. Podobnie sytuacja wyglądała w sprincie, z tym że Austriak spadł z trzeciego aż na czternaste miejsce.
W lecie 2005 roku zwyciężył w ósmej edycji LGP. Bieler zwyciężył w dwóch z czterech konkursów indywidualnych, wyprzedzając w klasyfikacji końcowej Michaela Grubera oraz Norwega Pettera Tande. Najważniejszym punktem sezonu 2005/2006 były igrzyska olimpijskie w Turynie w 2006 roku. W zawodach drużynowych Austriacy w składzie: Michael Gruber, Mario Stecher, Felix Gottwald i Christoph Bieler wywalczyli tytuł mistrzów olimpijskich. Ekipa austriacka po skokach znalazła się na drugim miejscu ze startą 10 sekund do prowadzącej reprezentacji Niemiec. Na trasie biegowej byli jednak najlepsi, wyprzedzając Niemców o ponad 15 sekund i Finów o ponad 26 sekund. Indywidualnie lepiej wypadł w Gundersenie, w którym był ostatecznie trzynasty, mimo iż zajmował piątą pozycję po skokach. W rywalizacji pucharowej czterokrotnie stawał na podium: 6 stycznia w Schonach był drugi w Gundersenie, 14 stycznia w Val di Fiemme był trzeci w starcie masowym, 29 stycznia w Seefeld był trzeci w Gundersenie, a 18 marca w Sapporo był ponownie trzeci w starcie masowym. W klasyfikacji generalnej dało mu to ósmą pozycję.
Latem 2006 roku zwyciężył w dziewiątej edycji LGP. Wygrał dwa z czterech konkursów i wyraźnie wyprzedził w klasyfikacji swoich rodaków: drugiego Mario Stechera oraz trzeciego Felixa Gottwalda. W sezonie 2006/2007 osiągnął najlepsze wyniki w historii swoich startów w Pucharze Świata. Pięciokrotnie stawał na podium, przy czym 3 grudnia 2006 roku w Lillehammer odniósł swoje pierwsze zwycięstwo wygrywając sprint. W sezonie tym najlepszy był także w starach masowych 16 grudnia w Ramsau i 19 stycznia 2007 roku w Tesero. W klasyfikacji generalnej zajął czwarte miejsce, tracąc do trzeciego Magnusa Moana z Norwegii tylko 5 punktów. mistrzostwa świata w Sapporo w 2007 roku były pierwszą dużą imprezą od 6 lat, na której nie zdobył żadnego medalu. W konkursie drużynowym wraz z kolegami zajął czwarte miejsce. Austriacy przegrali walkę o brązowy medal z Norwegami o zaledwie 0,4 sekundy. W startach indywidualnych znacznie lepiej wypadł w zawodach metodą Gundersena, zajmując trzecie miejsce po skokach. Na trasę biegu wyruszył 22 sekundy za prowadzącym Francuzem Jasonem Lamy-Chappuis i 10 sekund za Finem Anssim Koivurantą. W biegu wyprzedził Francuza, jednak Fina nie dogonił. Dodatkowo został minięty przez Niemca Ronny'ego Ackermanna i Amerykanina Billa Demonga, co sprawiło, że na mecie biegu był czwarty.
Kolejny sezon zakończył na szóstym miejscu. Na podium stawał pięciokrotnie, w tym 9 grudnia 2007 roku w Trondheim oraz 26 stycznia 2008 roku w Seefeld był najlepszy w sprincie. Zajął także drugie miejsce w Gundersenie 8 marca w Oslo, a 30 listopada 2007 roku w Ruce i 27 stycznia 2008 roku w Seefeld zajmował trzecie miejsce odpowiednio w Gundersenie i sprincie. Ostatni raz na podium zawodów Pucharu Świata stanął w sezonie 2008/2009. Miało to miejsce 1 lutego 2009 roku w Chaux-Neuve, gdzie był drugi w Gundersenie. Dobrze prezentował się także na mistrzostwach świata w Libercu w lutym 2009 roku. Indywidualnie zajął między innymi szóste miejsce w starcie masowym oraz ósme w Gundersenie na normalnej skoczni. W konkursie drużynowym Austriacy w składzie: Bernhard Gruber, Wilhelm Denifl, Christoph Bieler i Mario Stecher zajęli piąte miejsce. Był to najsłabszy występ reprezentacji Austrii w sztafecie od mistrzostw świata w Ramsau w 1999 roku.
W sezonach 2009/2010 i 2010/2011 w klasyfikacji generalnej plasował się poza czołową dziesiątką. Wziął także udział w igrzyskach olimpijskich w Vancouver w 2010 roku, gdzie startował jednak tylko w konkursach indywidualnych. W zawodach metodą Gundersena na dużej skoczni był dziesiąty, chociaż do biegu przystępował z czwartej pozycji. Na normalnym obiekcie po skokach był trzeci, jednak w biegu uzyskał dopiero 34. czas, co spowodowało, że rywalizację ukończył na 25. pozycji. Na mistrzostwach świata w Oslo w 2011 roku nie wystartował.
W lutym w 2013 roku brał udział w mistrzostwach świata w Val di Fiemme, zajmując ósme miejsce na normalnej skoczni oraz szesnaste na dużej. Nie startował w konkurencjach drużynowych. Na rozgrywanych rok później igrzyskach olimpijskich w Soczi wspólnie z Lukasem Klapferem, Mario Stecherem i Bernhardem Gruberem zdobył brązowy medal w drużynie. W startach indywidualnych był jedenasty w konkursie na normalnej skoczni, a na dużej uplasował się sześć pozycji niżej.
Na mistrzostwach świata w Falun w 2015 roku zajął 19 pozycję na dużej skoczni. Po sezonie 2014/2015 postanowił zakończyć sportową karierę.

## Osiągnięcia

### Igrzyska olimpijskie
| Miejsce | Dzień     | Rok  | Miejscowość    | Konkurencja           | Wynik zwycięzcy | Strata  | Zwycięzca           |
| ------- | --------- | ---- | -------------- | --------------------- | --------------- | ------- | ------------------- |
| 19.     | 14 lutego | 1998 | Nagano         | Gundersen K-90/15 km  | 41:21,1         | +3:34,4 | Bjarte Engen Vik    |
| 4.      | 20 lutego | 1998 | Nagano         | Sztafeta K-90/4x5 km  | 54:11,5         | +1:53,1 | Norwegia            |
| 15.     | 9 lutego  | 2002 | Salt Lake City | Gundersen K-90/15 km  | 39:11,7         | +3:09,4 | Samppa Lajunen      |
| 3.      | 14 lutego | 2002 | Salt Lake City | Sztafeta K-90/4x5 km  | 48:42,2         | +11,0   | Finlandia           |
| 16.     | 21 lutego | 2002 | Salt Lake City | Sprint K-120/7.5 km   | 16:40,1         | +1:21,5 | Samppa Lajunen      |
| 13.     | 11 lutego | 2006 | Pragelato      | Gundersen HS106/15 km | 39:44,6         | +2:06,7 | Georg Hettich       |
| 1.      | 15 lutego | 2006 | Pragelato      | Sztafeta HS134/4x5 km | 49:52,6         | -       | -                   |
| 23.     | 21 lutego | 2006 | Pragelato      | Sprint HS134/7,5 km   | 18:29,0         | +1:15,0 | Felix Gottwald      |
| 25.     | 14 lutego | 2010 | Vancouver      | Gundersen HS106/10 km | 25:47,1         | +1:26,9 | Jason Lamy Chappuis |
| 10.     | 25 lutego | 2010 | Vancouver      | Gundersen HS140/10 km | 25:32,9         | +48,8   | Bill Demong         |
| 11.     | 12 lutego | 2014 | Soczi          | Gundersen HS106/10 km | 23:50,2         | +40,2   | Eric Frenzel        |
| 17.     | 18 lutego | 2014 | Soczi          | Gundersen HS140/10 km | 22:45,5         | +1:06,4 | Jørgen Gråbak       |
| 3.      | 21 lutego | 2014 | Soczi          | Sztafeta HS140/4x5 km | 47:13,5         | +3,4    | Norwegia            |

### Mistrzostwa świata
| Miejsce | Dzień     | Rok  | Miejscowość   | Konkurencja              | Wynik zwycięzcy | Strata    | Zwycięzca        |
| ------- | --------- | ---- | ------------- | ------------------------ | --------------- | --------- | ---------------- |
| 26.     | 15 lutego | 2001 | Lahti         | Gundersen K-90/15 km     | 39:26,7         | ?         | Bjarte Engen Vik |
| 6.      | 21 lutego | 2003 | Val di Fiemme | Gundersen K-95/15 km     | 37:54,2         | +1:56,2   | Ronny Ackermann  |
| 1.      | 24 lutego | 2003 | Val di Fiemme | Sztafeta K-95/4x5 km     | 47:23,9         | -         | -                |
| 13.     | 28 lutego | 2003 | Val di Fiemme | Sprint K-120/7,5 km      | 18:47,8         | +57,2     | Johnny Spillane  |
| 11.     | 18 lutego | 2005 | Oberstdorf    | Gundersen HS100/15 km    | 38:56,2         | +54,2     | Ronny Ackermann  |
| 3.      | 23 lutego | 2005 | Oberstdorf    | Sztafeta HS137/4x5 km    | 49:45,5         | +7,4      | Norwegia         |
| 14.     | 27 lutego | 2005 | Oberstdorf    | Sprint HS137/7,5 km      | 20:15,6         | +1:27,7   | Ronny Ackermann  |
| 16.     | 23 lutego | 2007 | Sapporo       | Sprint HS134/7,5 km      | 17:40,2         | +2:04,0   | Hannu Manninen   |
| 4.      | 25 lutego | 2007 | Sapporo       | Sztafeta HS134/4x5 km    | 49:14,9         | +1:12,4   | Finlandia        |
| 4.      | 3 marca   | 2007 | Sapporo       | Gundersen HS100/15 km    | 38:35,6         | +59,3     | Ronny Ackermann  |
| 6.      | 20 lutego | 2009 | Liberec       | Start masowy HS100/10 km | 276,0 pkt       | -19,3 pkt | Todd Lodwick     |
| 8.      | 22 lutego | 2009 | Liberec       | Gundersen HS100/10 km    | 24:22,3         | +1:22,7   | Todd Lodwick     |
| 5.      | 26 lutego | 2009 | Liberec       | Sztafeta HS134/4x5 km    | 48:32,3         | +1:05,0   | Japonia          |
| 47.     | 28 lutego | 2009 | Liberec       | Gundersen HS134/10 km    | 23:36,6         | +4:36,9   | Bill Demong      |
| 19.     | 26 lutego | 2015 | Falun         | Gundersen HS134/10 km    | 22:45,8         | +59,3     | Bernhard Gruber  |

### Mistrzostwa świata juniorów
| Miejsce | Dzień     | Rok  | Miejscowość | Konkurencja          | Wynik zwycięzcy | Strata | Zwycięzca |
| ------- | --------- | ---- | ----------- | -------------------- | --------------- | ------ | --------- |
| 3.      | 14 lutego | 1997 | Canmore     | Sztafeta K-89/3x5 km | ?               | ?      | Francja   |

### Puchar Świata

#### Miejsca w klasyfikacji generalnej
- sezon 1996/1997: 24.
- sezon 1997/1998: 36.
- sezon 1999/2000: 26.
- sezon 2000/2001: 20.
- sezon 2001/2002: 9.
- sezon 2002/2003: 13.
- sezon 2003/2004: 9.
- sezon 2004/2005: 9.
- sezon 2005/2006: 8.
- sezon 2006/2007: 4.
- sezon 2007/2008: 6.
- sezon 2008/2009: 13.
- sezon 2009/2010: 21.
- sezon 2010/2011: 20.
- sezon 2011/2012: 18.
- sezon 2012/2013: 13.
- sezon 2013/2014: 11.
- sezon 2014/2015: 22.

#### Miejsca na podium chronologicznie
| Nr  | Data              | Miejscowość   | Konkurencja              | Wynik zwycięzcy | Pozycja | Strata    | Zwycięzca           |
| --- | ----------------- | ------------- | ------------------------ | --------------- | ------- | --------- | ------------------- |
| 1.  | 25 stycznia 2004  | Sapporo       | Start masowy K120/10 km  | 244.8 pkt       | 3.      | -11.7 pkt | Hannu Manninen      |
| 2.  | 27 stycznia 2004  | Sapporo       | Sprint K120/7.5 km       | 18:50.6 min     | 3.      | +10.4 s   | Hannu Manninen      |
| 3.  | 6 stycznia 2006   | Schonach      | Gundersen HS96/15 km     | 35:18.1 min     | 2.      | +21.5 s   | Hannu Manninen      |
| 4.  | 14 stycznia 2006  | Val di Fiemme | Start masowy HS134/10 km | 243.0 pkt       | 3.      | -1.0 pkt  | Hannu Manninen      |
| 5.  | 29 stycznia 2006  | Seefeld       | Gundersen HS100/15 km    | 37:40.3 min     | 3.      | +17.5 s   | Hannu Manninen      |
| 6.  | 18 marca 2006     | Sapporo       | Start masowy HS134/10 km | 247.1 pkt       | 3.      | -19.9 pkt | Hannu Manninen      |
| 7.  | 3 grudnia 2006    | Lillehammer   | Sprint HS138/7.5 km      | 17:30.8 min     | 1.      | -         | -                   |
| 8.  | 16 grudnia 2006   | Ramsau        | Start masowy HS98/10 km  | 265.0 pkt       | 1.      | -         | -                   |
| 9.  | 13 stycznia 2007  | Tesero        | Start masowy HS106/10 km | 241.7 pkt       | 1.      | -         | -                   |
| 10. | 30 listopada 2007 | Ruka          | Gundersen HS142/15 km    | 40:54.8 min     | 3.      | +14.3 s   | Ronny Ackermann     |
| 11. | 9 grudnia 2007    | Trondheim     | Sprint HS131/7.5 km      | 19:36.0 min     | 1.      | -         | -                   |
| 12. | 26 stycznia 2008  | Seefeld       | Sprint HS100/7.5 km      | 19:33.9 min     | 1.      | -         | -                   |
| 13. | 27 stycznia 2008  | Seefeld       | Sprint HS100/7.5 km      | 18:01.6 min     | 3.      | +8.7 s    | Jason Lamy Chappuis |
| 14. | 8 marca 2008      | Oslo          | Gundersen HS128/15 km    | 39:33.1 min     | 2.      | +39.8 s   | Bernhard Gruber     |
| 15. | 1 lutego 2009     | Chaux-Neuve   | Gundersen HS100/10 km    | 27:29.4 min     | 2.      | +4.0 s    | Anssi Koivuranta    |
| 16. | 9 lutego 2013     | Ałmaty        | Gundersen HS140/10 km    | 25:09.6 min     | 3.      | +10.2 s   | Björn Kircheisen    |
| 17. | 10 lutego 2013    | Ałmaty        | Gundersen HS140/10 km    | 25:31.0 min     | 1.      | -         | -                   |

### Puchar Kontynentalny

#### Miejsca w klasyfikacji generalnej
- sezon 1994/1995: 71.
- sezon 1995/1996: 3.
- sezon 1998/1999: 1.
- sezon 2010/2011: 45.

#### Miejsca na podium chronologicznie
| Nr  | Data             | Miejscowość  | Konkurencja           | Wynik zwycięzcy | Pozycja | Strata | Zwycięzca         |
| --- | ---------------- | ------------ | --------------------- | --------------- | ------- | ------ | ----------------- |
| 1.  | 7 lutego 1996    | Hinterzarten | Gundersen K90/15 km   | ?               | 1.      | -      | -                 |
| 2.  | 23 lutego 1996   | Calgary      | Gundersen K120/15 km  | ?               | 3.      | ?      | Andrea Cecon      |
| 3.  | 10 marca 1996    | Szczyrk      | Gundersen K90/15 km   | ?               | 3.      | ?      | František Máka    |
| 4.  | 18 grudnia 1996  | Rovaniemi    | Gundersen K120/15 km  | ?               | 2.      | ?      | Walerij Stoljarow |
| 5.  | 21 marca 1996    | Zakopane     | Gundersen K120/15 km  | ?               | 1.      | -      | -                 |
| 6.  | 13 stycznia 2000 | Lake Placid  | Sprint K120/7.5 km    | ?               | 1.      | -      | -                 |
| 7.  | 14 stycznia 2000 | Lake Placid  | Sprint K120/7.5 km    | ?               | 1.      | -      | -                 |
| 8.  | 19 stycznia 2000 | Calgary      | Gundersen K90/15 km   | ?               | 1.      | -      | -                 |
| 9.  | 5 lutego 2000    | Andelsbuch   | Gundersen K90/15 km   | ?               | 1.      | -      | -                 |
| 10. | 11 lutego 2000   | Mislinja     | Sprint K90/7.5 km     | ?               | 1.      | -      | -                 |
| 11. | 12 lutego 2000   | Mislinja     | Gundersen K90/15 km   | ?               | 1.      | -      | -                 |
| 12. | 6 lutego 2011    | Eisenerz     | Gundersen HS100/10 km | 22:44.4 min     | 2.      | +6.6 s | Lukas Klapfer     |

### Letnie Grand Prix

#### Miejsca w klasyfikacji generalnej
- 1998: 13.
- 2000: 5.
- 2001: 13.
- 2002: 7.
- 2003: 9.
- 2004: 2.
- 2005: 1.
- 2006: 1.
- 2008: 12.
- 2009: 11.
- 2011: 4.
- 2012: 14.
- 2013: 30.
- 2014: 7.

#### Miejsca na podium chronologicznie
| Nr | Data             | Miejscowość   | Konkurencja              | Wynik zwycięzcy | Pozycja | Strata  | Zwycięzca    |
| -- | ---------------- | ------------- | ------------------------ | --------------- | ------- | ------- | ------------ |
| 1. | 27 sierpnia 2004 | Harrachov     | Gundersen HS100/15 km    | ?               | 3.      | +28.6 s | Todd Lodwick |
| 2. | 29 sierpnia 2004 | Steinbach     | Sprint HS140/9 km        | ?               | 1.      | -       | -            |
| 3. | 2 września 2005  | Bischofshofen | Gundersen HS140/15 km    | 34:13.2 min     | 1.      | -       | -            |
| 4. | 4 września 2005  | Steinbach     | Sprint HS140/7.5 km      | 18:22.7 min     | 1.      | -       | -            |
| 5. | 18 sierpnia 2006 | Kandersteg    | Gundersen HS98/15 km     | 28:44.3 min     | 1.      | -       | -            |
| 6. | 25 sierpnia 2006 | Steinbach     | Gundersen HS140/15 km    | 33:18.0 min     | 1.      | -       | -            |
| 7. | 10 sierpnia 2009 | Val di Fiemme | Gundersen HS134/10 km    | 22:57.3 min     | 1.      | -       | -            |
| 8. | 31 sierpnia 2011 | Liberec       | Gundersen NH HS134/10 km | 25:19.0 min     | 1.      | -       | -            |